# 11a cerimònia dels Premis César
La 11a cerimònia dels Premis César — també coneguts com Nuit des César — que premiava les pel·lícules estrenades el 1985, va tenir lloc el 22 de febrer de 1986 al Palau de Congressos de París.
Va ser presidida per Madeleine Renaud i Jean-Louis Barrault i retransmesa a Antenne 2, presentada per Michel Drucker.
Trois Hommes et un couffin de Coline Serreau, que tenia vuit nominacions, en va guanyar tres (millor pel·lícula, millor guió i millor actor secundari). Subway de Luc Besson, que en tenia tretze, en va guanyar tres més: millor actor principal, millor decorat i millor so. I Péril en la demeure de Michel Deville, amb vuit nominacions, va guanyar els premis al millor director i millor muntatge. Es va atorgear el César d'honor, entre d'altres, a l'actriu estatunidenca Bette Davis i es va homenatjar la Cinémathèque Française.
Com anècdota, Charlotte Gainsbourg va guanyar el seu primer César i el músic argentí Astor Piazzolla va guanyar el premi a la millor banda sonora.

## Presentadors i ponents
- Jean-Louis Barrault, Madeleine Renaud, presidents de la cerimònia
- Michel Drucker, mestre de cerimònia
- Kathleen Turner i Michael Douglas, per entregar el César al millor actor
- Carole Bouquet i Serge Gainsbourg, per l’entrega del César a la millor actriu
- Jean-Claude Brialy, Laure Marsac, per l'entrega del César a la millor revelació femenina
- Brigitte Fossey, Danny Kaye, per l'entrega del César al millor muntatge

## Guanyadors i nominats
Els guanyadors s'indiquen en negreta.
| Millor pel·lícula - Trois Hommes et un couffin de Coline Serreau - L'Effrontée de Claude Miller - Péril en la demeure de Michel Deville - Sense sostre ni llei d'Agnès Varda - Subway de Luc Besson                                                      | Millor director - Michel Deville per Péril en la demeure - Claude Miller per L'Effrontée - Agnès Varda per Sense sostre ni llei - Luc Besson per Subway - Coline Serreau per Trois Hommes et un couffin |                                                                                               |
| Millor actor - Christophe Lambert per Subway - Gérard Depardieu per Police - Robin Renucci per Escalier C - Michel Serrault per On ne meurt que deux fois - Lambert Wilson per Rendez-vous                                                               | Millor actriu - Sandrine Bonnaire per Sense sostre ni llei - Isabelle Adjani per Subway - Juliette Binoche per Rendez-Vous - Nicole Garcia per Péril en la demeure - Charlotte Rampling per On ne meurt que deux fois                                                                                                |                                                                                               |
| Millor actor secundari - Michel Boujenah per Trois Hommes et un couffin - Xavier Deluc per On ne meurt que deux fois - Michel Galabru per Subway - Jean-Hugues Anglade per Subway - Jean-Pierre Bacri per Subway                                         | Millor actriu secundària - Bernadette Lafont per L'Effrontée - Catherine Frot per Escalier C - Anémone per Péril en la demeure - Macha Méril per Sense sostre ni llei - Dominique Lavanant per Trois Hommes et un couffin                                                                                            |                                                                                               |
| Millor actor revelació - Wadeck Stanczak per Rendez-vous - Lucas Belvaux per Poulet au vinaigre - Jacques Bonnaffé per La Tentation d'Isabelle - Kader Boukhanef per Le Thé au harem d'Archimède - Jean-Philippe Écoffey per L'Effrontée                 | Millor actriu revelació - Charlotte Gainsbourg per L'Effrontée - Emmanuelle Béart per L'Amour en douce - Philippine Leroy-Beaulieu per Trois Hommes et un couffin - Charlotte Valandrey per Rouge Baiser - Zabou per Billy Ze Kick                                                                                   |                                                                                               |
| Millor pel·lícula estrangera - La rosa porpra del Caire de Woody Allen - Manhattan sud de Michael Cimino - La Déchirure de Roland Joffé - Ran d'Akira Kurosawa - Buscant la Susan desesperadament de Susan Seidelman                                     | Millor primera pel·lícula - Le Thé au harem d'Archimède de Mehdi Charef - Harem d'Arthur Joffé - La Nuit porte-jarretelles de Virginie Thévenet - Strictement personnel de Pierre Jolivet |                                                                                               |
| Millor pel·lícula francòfona - Derborence de Francis Reusser - La Dame en couleurs de Claude Jutra - Pols de Marion Hänsel - Et saludo, Maria de Jean-Luc Godard - Visage pâle de Claude Gagnon - Vivement ce soir de Patrick Van Antwerpen              | Millor guió original o adaptació - Coline Serreau per Trois Hommes et un couffin - Olivier Assayas i André Téchiné per Rendez-vous - Michel Audiard i Jacques Deray per On ne meurt que deux fois - Luc Béraud, Claude Miller, Annie Miller i Bernard Stora per L'Effrontée - Michel Deville per Péril en la demeure |                                                                                               |
| Millor música - Astor Piazzolla per El exilio de Gardel (Tangos) - Claude Bolling per On ne meurt que deux fois - Michel Portal per Bras de fer - Éric Serra per Subway                                                                                  | Millor fotografia - Jean Penzer per On ne meurt que deux fois - Renato Berta per Rendez-vous - Pasqualino De Santis per Harem - Carlo Varini per Subway |                                                                                               |
| Millor decorat - Alexandre Trauner per Subway - Jean-Jacques Caziot per Bras de fer - Philippe Combastel per Péril en la demeure - François de Lamothe per On ne meurt que deux fois                                                                     | Millor muntatge - Raymonde Guyot per Péril en la demeure - Yann Dedet per Police - Henri Lanoë per On ne meurt que deux fois - Sophie Schmit per Subway |                                                                                               |
| Millor so - Luc Perini, Harald Maury, Harrick Maury i Gérard Lamps per Subway - Pierre Gamet, Dominique Hennequin per Harem - Paul Lainé, Gérard Lamps per L'Effrontée - Dominique Hennequin, Jean-Louis Ughetto per Rendez-vous                         | Millor vestuari - Olga Berluti i Catherine Gorne-Achdjian per Harem - Jacqueline Bouchard per L'Effrontée - Élisabeth Tavernier per Bras de fer - Christian Gasc per Rendez-vous |                                                                                               |
| Millor pel·lícula publicitària - Le Clemenceau (Citroën visa GTI) dirigida per Jean Becker - Cacharel dirigida per Sarah Moon - Eram dirigida per Etienne Chatiliez - Free time dirigida per Etienne Chatiliez - Lee Cooper dirigida per Jean-Paul Goude | Millor cartell - Michel Landi per Harem - Zoran Jovanovic per La selva esmaragda - Benjamin Baltimore per Péril en la demeure - Benjamin Baltimore per Ran - Bernard Bernhardt per Subway |                                                                                               |
| Millor curtmetratge d'animació - L'Enfant de la haute mer de Patrick Deniau - La campagne est si belle de Michel Gauthier - Contes crépusculaires d'Yves Charnay                                                                                         | Millor curtmetratge de ficció - Grosse de Brigitte Roüan - La Consultation de Radovan Tadic - Dialogue de sourds de Bernard Nauer - Juste avant le mariage de Jacques Deschamps - Le Livre de Marie d'Anne-Marie Mieville                                                                                            |                                                                                               |
| Millor curtmetratge documental - New York N.Y. de Raymond Depardon - La Boucane de Jean Gaumy - C'était la dernière année de ma vie de Claude Weisz - Un petit prince de Radovan Tadic                                                                   | César d'honor - Bette Davis - Jean Delannoy - René Ferracci - Maurice Jarre - Claude Lanzmann | César d'honor - Bette Davis - Jean Delannoy - René Ferracci - Maurice Jarre - Claude Lanzmann |
| Homenatge - Cinémathèque Française pel seu 50è aniversari, representada per Costa-Gavras | |                                                                                               |